# Marceli Handelsman
Marceli Handelsman (Varsóvia, Polônia, 6 de julho de 1882 - Mittelbau-Dora, Alemanha, 20 de março de 1945) foi um escritor medievalista, historiador moderno, metodologista da história, de origem judaica da Universidade de Varsóvia. Foi um dos historiadores poloneses mais destacados do primeiro semestre do século XX. Era irmão de Józef Handelsman. 

## Biografia
Graduou-se em Direito na Universidade de Varsóvia e  estudou história na Universidade de Berlim, onde foi expulso em 1906, por atividades socialistas. Continuou seus estudos em Paris no École de Chartres e no Collège de France, em 1908, e mais tarde concluiu seu doutorado em Rapperswil, Viena e Londres. 
Desde 1915, associou-se com a Universidade de Varsóvia, onde em 1919 recebeu o título de professor. Nos anos 1930-1931 levou à criação de um instituto de História da Universidade de Varsóvia independente da universidade. Era membro da Academia Polonesa de Ciências e da Academia Francesa de Ciências Morais e Políticas. Nos anos 1918-1939, foi o editor e redator da Przegląd Historyczny (em português: Revista Histórica) e diretor do Archiwum Główne Akt Dawnych (em português: Arquivos de registros históricos em Varsóvia). Em 1921, ele co-fundou o Instituto para o Estudo das Nacionalidades. Nos anos 1920-1935 foi presidente do Atlas de História das Terras Polonesas e co-fundador do Comitê Internacional. Foi também organizador do Congresso Internacional de Ciências Históricas em Varsóvia, em 1933. 
Ele era um defensor do PPS e Jozef Pilsudski, ardente defensor da cooperação franco-polonesa. Participou da Guerra Polaco-Soviética, entre 1919-1920, durante o pós-guerra, serviu como um especialista do lado polonês durante a recuperação dos bens poloneses na União Soviética. Nos anos seguintes, ele criticou o Processo de Brest, que violava parte da autoridade e autonomia das instituições de ensino superior e sobre a introdução de bancos dos chamados Getto ławkowe (em português: Bancos do Gueto). Por suas crenças e descendência judia, em 1934, foi capturado por pré-orientados alunos antissemita.  
Apesar de se esconder durante a Segunda Guerra Mundial, participou da Tajne szkolnictwo (em português: sistema de ensino secreto). Desde 1942 colaborou com o Gabinete de Informação e Propaganda da Armia Krajowa (em polonês: Biuro Informacji i Propagandy Komendy Głównej Związki Walki Zbrojnej). Em 1944 foi enviado para o campo de concentração de Gross-Rosen. Então foi transferido para Mittelbau-Dora, onde morreu com a idade de 62 anos.  
Como historiador era interessado nas atividades específicas de Hôtel Lambert, do príncipe Adam Jerzy Czartoryski e da história da a Grande emigração. Em 1948-1950, um título póstumo lançado sobre sua biografia inacabada de Adam Czartoryski (volumes 1-3). Como historiador, realizou uma pesquisa abrangente sobre a história do direito, o sistema, a ideia da história social e política. Ele estudou Idade Média, o Período Napoleônico e do século XIX. Foi professor de uma das maiores gerações de historiadores poloneses, incluindo Stanislaw Arnold, Alexis Francisco Bachulski, Aleksander Gieysztor, Stefan Kieniewicz, Tadeusz Manteuffel, Marian Małowist, Wanda Moszczeńska, Marian Henryk Serejski, Mieczysław Żywczyński. 